# Opistophthalmus austerus
Espèce
Synonymes
- Opistophthalmus colesbergensis Simon, 1880
- Opisthophthalmus austerus monticola Hewitt, 1927

Opistophthalmus austerus est une espèce de scorpions de la famille des Scorpionidae.

## Distribution
Cette espèce est endémique d'Afrique du Sud.

## Description
Le tronc de la femelle holotype mesure 41 mm et la queue 46-47 mm.

## Publication originale
- Karsch, 1879 : Scorpionologische Beiträge. Part II. Mittheilungen des Münchener Entomologischen Vereins, vol. 3, p. 97-136 (texte intégral).